# تشاك ميتشيل
تشاك ميتشيل (بالإنجليزية: Chuck Mitchell)‏ (و. 1927 – 1992 م) هو ممثل، وممثل تلفزيوني، من الولايات المتحدة الأمريكية، ولد في كونيتيكت، توفي في هوليوود، كاليفورنيا، عن عمر يناهز 65 عاماً بسبب تشمع الكبد.

## وصلات خارجية
- تشاك ميتشيل على موقع IMDb (الإنجليزية)
- تشاك ميتشيل على موقع ألو سيني (الفرنسية)
- تشاك ميتشيل على موقع أول موفي (الإنجليزية)
- تشاك ميتشيل على موقع قاعدة بيانات الأفلام السويدية (السويدية)
- تشاك ميتشيل على موقع قاعدة بيانات الفيلم (الإنجليزية)
- تشاك ميتشيل على موقع كينوبويسك (الروسية)